# Sibanicú, Cuba
Sibanicú là một đô thị và thành phố ở tỉnh Camagüey của Cuba.

## Thông tin nhân khẩu
In 2004, đô thị Sibanicú có dân số 31.117 người. Diện tích là 736 km² (284,2 mi²), với mật độ dân số là 42,3người/km² (109,6người/sq mi).